# 블라디미르 레베데프 (스키 선수)
블라디미르 니콜라예비치 레베데프(러시아어: Влади́мир Никола́евич Ле́бедев, 1984년 4월 23일~)는 러시아의 프리스타일 스키 선수, 지도자로 주 종목은 에어리얼이다. 올림픽에 2회 참가했으며 2006년 동계 올림픽에서 남자 에어리얼 동메달을 획득했다.